# ヌレーク
ヌレークまたはノラーク（タジク語: Норак, ロシア語: Нурек, ラテン文字転写：Nurak、Nurek、Norak）は、タジキスタンのハトロン州にある都市。ヴァクシュ川に面し、海抜は885m。首都ドゥシャンベの南東70kmに位置する。2008年時点の推計人口は18,950人。
ヌレークは1960年に当時建設中だったヌレークダムのそばに街が造られ、そのダムは1980年に竣工した。近郊の北緯38度16分52秒 東経69度13分30秒 / 北緯38.281度 東経69.225度地点にはロシア宇宙軍の敷地があり、宇宙軍の宇宙空間管制システムの高軌道宇宙物体発見光学・電子複合体「アクノー」が配備されている。アクノーについては2002年にインタファクス軍事ニュースエージェンシーが宇宙軍の声明として地球から高度4万キロ以下の物体を追跡することができると報じている。アクノー自体はいくつかの大きな球体とその内部の望遠鏡のような機器から成り、アメリカ軍の地上設置型電子光学式深宇宙探査 (GEODSS) と同じようなものである。